# Born with a Broken Heart
Born with a Broken Heart è un singolo del cantante italiano Damiano David, pubblicato il 25 ottobre 2024 come secondo estratto dal primo album in studio Funny Little Fears.

## Video musicale
Il video musicale, interpretato da Damiano insieme ad Aerin Moreno, che ne è anche la direttice, è stato pubblicato in concomitanza con l'uscita del brano attraverso il suo canale YouTube.

## Tracce
Testi e musiche di Damiano David, Sarah Hudson, Mark Schick e Jason Evigan.
1. Born with a Broken Heart – 3:28

## Formazione
Hanno partecipato alle registrazioni, secondo le note di copertina di Silverlines:
- Damiano David – voce, cori
- Sarah Hudson – cori
- Jason Evigan – cori, chitarra acustica, chitarra elettrica, tastiere, programmazione, produzione, produzione vocale, ingegneria del suono
- Mark Shick –  cori, chitarra acustica, chitarra elettrica, tastiere, programmazione, produzione, produzione vocale, ingegneria del suono
- Joey Waronker – batteria
- Justin Meldau-Johnsen – basso
- Michael Romero – basso
- Tommy King – pianoforte
- Rob Moose – strumenti a corda
- Jeremy Hatcher – ingegneria del suono
- Jackson Rau – ingegneria del suono
- Randy Merrill – mastering
- Șerban Ghenea – missaggio

## Classifiche
| Classifica (2025)                | Posizione massima |
| -------------------------------- | ----------------- |
| Belgio (Fiandre)                 | 4                 |
| Belgio (Vallonia)                | 3                 |
| Canada                           | 95                |
| Estonia                          | 7                 |
| Francia                          | 21                |
| Grecia                           | 44                |
| Islanda                          | 33                |
| Italia                           | 24                |
| Kazakistan                       | 90                |
| Paesi Bassi                      | 69                |
| Polonia                          | 89                |
| Portogallo                       | 139               |
| Stati Uniti (alternative)        | 13                |
| Stati Uniti (rock)               | 15                |
| Stati Uniti (rock & alternative) | 18                |
| Svizzera                         | 54                |

## Date di pubblicazione
| Paese                 | Data            | Formato                      | Etichetta  | Nota   |
| --------------------- | --------------- | ---------------------------- | ---------- | ------ |
| Mondo                 | 25 ottobre 2024 | Download digitale, streaming | Arista     | [ 20 ] |
| Stati Uniti d'America | 25 ottobre 2024 | Contemporary hit radio       | Arista     | [ 21 ] |
| Italia                | 25 ottobre 2024 | Contemporary hit radio       | Sony Italy | [ 22 ] |